# Mbarembeng
Mbarembeng est un village de la Région du Littoral du Cameroun, situé dans la commune de Baré-Bakem. Situé à 7 km de Baréko, on y accède par la route qui lie Baréko à Ndouembat.

## Population et développement
En 1967, la population de Mbarembeng était de 414 habitants, essentiellement des Baréko. La population de Mbarembeng était de 1118 habitants dont 549 hommes et 569 femmes, lors du recensement de 2005.